# Enrique Martínez Heredia
Enrique Martínez Heredia (Huesa, 27 januari 1953) is een Spaans voormalig wielrenner. Hij was prof van 1976 tot en met 1984 en reed in zijn carrière uitsluitend voor Spaanse ploegen. Zijn belangrijkste overwinningen zijn de eerste Spaanse witte trui in de Ronde van Frankrijk, 2 etappes in de Ronde van Spanje, Spaans kampioen op de weg en het eindklassement in de Ronde van Catalonië. Daarnaast is hij drievoudig winnaar van Clásica de Sabiñánigo.

## Belangrijkste overwinningen
1973
- Eindklassement Ronde van Navarra
- Wereldkampioen op de weg (militairen)
- 2e etappe Ronde van de Toekomst

1974
- Spaans kampioen op de weg (amateurs)
- Wereldkampioen op de weg (militairen)
- 6e etappe Ronde van de Toekomst
- Eindklassement Ronde van de Toekomst

1975
- Memorial Valenciaga
- 7e etappe Vredeskoers
- Clásica de Sabiñánigo

1976
- Jongerenklassement Ronde van Frankrijk
- Eindklassement Ronde van Catalonië

1977
- 6e etappe Ronde van Catalonië

1978
- Spaans kampioen op de weg (elite)
- Clásica de Sabiñánigo
- 3e etappe Ronde van het Baskenland
- 1e etappe Ronde van Cantabrië
- 4e etappe Ronde van Asturië
- Eindklassement Ronde van Asturië

1979
- 2e etappe Ronde van La Rioja
- 4e etappe Ronde van het Baskenland
- 2e etappe Ronde van Asturië

1980
- 6e etappe Ronde van Spanje
- 3e etappe Costa del Azahar
- GP Pascuas

1981
- 6e etappe Ronde van Castilië en León
- Clásica de Sabiñánigo
- 2e en 6e etappe Ronde van Aragon
- 3e etappe Costa del Azahar

1982
- 3e etappe Vuelta a las Tres Provincias
- 7e etappe Ronde van Spanje

1983
- Escalada Parque Torres
- Zesdaagse van Madrid (met René Pijnen)

## Resultaten in voornaamste wedstrijden
| Jaar | Ronde van Italië | Ronde van Frankrijk | Ronde van Spanje |
| ---- | ---------------- | ------------------- | ---------------- |
| 1976 |                  | 23e                 | 12e              |
| 1977 | opgave           | 18e                 |                  |
| 1978 |                  | opgave              | 8e               |
| 1979 |                  |                     | 35e              |
| 1980 |                  |                     | 31e (1)          |
| 1981 |                  |                     | 17e              |
| 1982 | opgave           |                     | 11e (1)          |
| 1983 |                  |                     | 42e              |

| Jaar | Milaan-San Remo |  | WK op de weg |
| ---- | --------------- |  | ------------ |
| 1976 |                 |  | 36e          |
| 1977 |                 |  | 25e          |
| 1978 | 122e            |  | opgave       |
| 1979 |                 |  | opgave       |
| 1980 |                 |  |              |
| 1981 |                 |  | opgave       |
| 1982 |                 |  |              |
| 1983 |                 |  |              |